# Paljakka (kulle i Lappland, Rovaniemi)
Paljakka är en kulle i Finland.   Den ligger i den ekonomiska regionen  Rovaniemi ekonomiska region  och landskapet Lappland, i den norra delen av landet, 700 km norr om huvudstaden Helsingfors. Toppen på Paljakka är 221 meter över havet, eller 55 meter över den omgivande terrängen. Bredden vid basen är 1,4 km.
Terrängen runt Paljakka är huvudsakligen platt. Runt Paljakka är det mycket glesbefolkat, med 2 invånare per kvadratkilometer. Det finns inga samhällen i närheten. 